# Коржавин, Борис Дмитриевич
Борис Дмитриевич Коржавин — советский хозяйственный, государственный и политический деятель.

## Биография
Родился в 1892 году. Член КПСС.
Окончил Ленинградский политехнический институт (1925).
С 1925 года — на хозяйственной, общественной и политической работе. В 1925—1972 гг. — председатель Гидрологического комитета СНК Узбекской ССР, главный научный сотрудник института Гидротехники, главный инженер треста Узирстрой, главный инженер управления водного хозяйства, главный инженер строительства Большого Ферганского канала, заместитель комиссара, Народный комиссар водного хозяйства, председатель Госплана Узбекской ССР, заместитель председателя СНК Узбекской ССР, заместитель директора Амударьинской экспедиции треста «Средазгипроводхлопок», заместитель заведующего сельскохозяйственным отделом ЦК КПСС, заместитель министра водного хозяйства Узбекской ССР, директор института «Средазгипроводхлопок», советник Совета Министров Узбекской ССР, старший научный сотрудник СОПС АН Узбекской ССР.
Избирался депутатом Верховного Совета Узбекской ССР 2-го, 3-го, 4-го и 5-го созывов.
Умер в Ташкенте в 1984 году, похоронен на Боткинском кладбище Ташкента.